# آی‌دره
آی‌دره (به لاتین: Aýdere) یک شهرک در جنوب‌غربی ترکمنستان است که در استان بلخان واقع شده است. این شهرک در کناره کوه‌های در کوه‌های کپه‌داغ و در نزدیکی مرز ایران قرار دارد.